# Casa museo Pascoli
La Casa Museo Giovanni Pascoli si trova a Castelvecchio Pascoli, una frazione di Barga in Media Valle del Serchio. È stata abitazione del poeta Giovanni Pascoli dal 1895 al 1912 e ancora oggi conserva la struttura e gli arredi dell'epoca.

## Storia
Nel 1895 Giovanni Pascoli, allora docente presso il liceo Niccolini di Livorno, era in ricerca di un luogo in campagna dove stabilirsi; conobbe casualmente l'esistenza di Barga tramite gli amici Giulio Giuliani, insegnante nel liceo di Pisa, e Carlo Conti, amministratore del Collegio San Giorgio dell'Ardenza. Pascoli vi si recò in visita ai primi del mese di settembre e scelse di affittare una villa settecentesca ubicata in località Caprona a Castelvecchio e appartenente alla famiglia Cardosi – Carrara. 

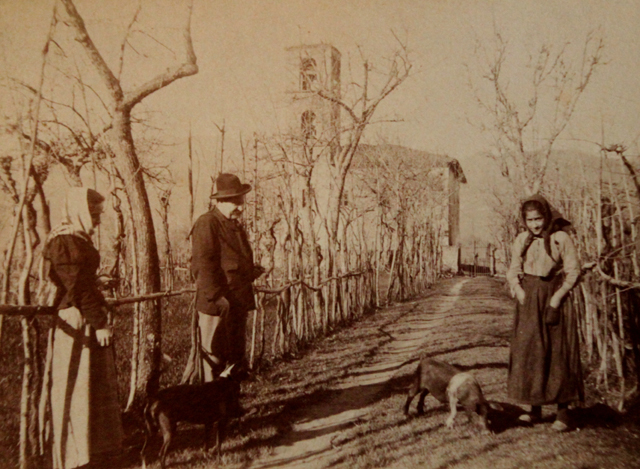
Il poeta con alcune contadine nell'orto di Castelvecchio

Il 15 ottobre 1895 si stabilì a Caprona con la sorella Maria e il cagnolino Gulì; da quel momento fino alla morte, sopravvenuta nel 1912, il poeta alternò i soggiorni a Castelvecchio ai periodi trascorsi nelle città dove lo portavano gli impegni di docenza. La “bicocca di Caprona” divenne il centro di uno dei più prolifici e felici periodi di creazione poetica e di pubblicazione delle sue opere in versi italiani e latini, degli scritti di poetica, di antologie e di diversi saggi danteschi. Pascoli acquistò la casa nel 1902; per riuscire a raggiungere la somma pattuita coi proprietari fu costretto a vendere cinque delle medaglie d'oro vinte al Certamen poeticum Hoeufftianum.
Dopo la morte del fratello, Maria Pascoli continuò ad abitare in solitudine nella dimora di Castelvecchio fino alla morte nel 1953; in quarantuno anni non apportò modifiche sostanziali agli arredi e all'aspetto della casa, rifiutandosi di installare luce elettrica e acqua corrente per mantenerne l'integrità. Nel frattempo alla casa, dichiarata monumento nazionale, si affiancò dal 1934 un nuovo edificio che ospitava l'Asilo infantile Ruggero e Caterina Pascoli.
Alla morte nel 1953 Maria lasciò per via testamentaria al Comune di Barga “la casa, la cappella, i libri, i manoscritti di Giovannino, i premi da lui ottenuti, i ricordi di famiglia e quant'altro nella casa è contenuto, con l'obbligo di provvedere alle spese della manutenzione”. L'acquisizione del legato non fu immediata: dopo molte polemiche, solo nel settembre 1955 il Comune entrò in possesso della casa e di tutto quello che vi era contenuto. Fino ad allora la casa era rimasta sigillata, con grande preoccupazione degli studiosi pascoliani, in quanto essa necessitava di urgenti manutenzioni, rese necessarie non solo all'incuria degli ultimi due anni, ma anche alle cattive condizioni in cui versava già alla morte di Maria, per mancate manutenzioni e per eventi bellici.
La Casa, ufficialmente riaperta il 1º novembre 1960, ospita tuttora il complesso museale, mentre i vecchi locali dell'Asilo fungono da sede della Fondazione Giovanni Pascoli.

## La casa
La casa, sviluppata su tre piani, grazie all'impegno della sorella Maria ha mantenuto l'aspetto e l'assetto che aveva negli anni in cui vi soggiornò Giovanni Pascoli. Gli ambienti riflettono ancora oggi i gusti, le amicizie, le frequentazioni del poeta, mentre gli arredi e i numerosi ricordi familiari sono manifestazione della personalità di Maria e del suo mondo raccolto intorno alla figura del fratello.

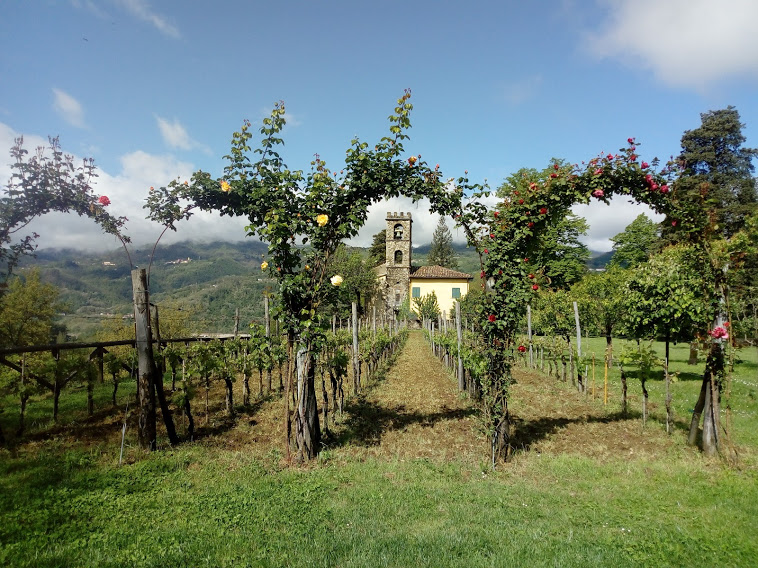
Chiesa di San Niccolò e vigna di Casa Pascoli

### L'esterno
La casa è immersa in un paesaggio di grande suggestione, dominato in lontananza dalla catena delle Alpi Apuane. L'ingresso principale affaccia su un vasto giardino delimitato da un muro di cinta che giunge fino alla chiesa di San Niccolò, della quale si vede il campanile. Sotto la cinta della chiusa scorre il Rio dell'Orso. Il giardino, concepito nella zona più prossima alla casa come giardino all'italiana, con aiuole geometriche e piantumazioni di alberi ornamentali, è corredato da una zona destinata a orto, dal vigneto, dal frutteto e dalla limonaia, unendo così l'eleganza del giardino e la rusticità dell'area coltivata. Nel giardino si trovano diversi alberi: tassi, glicini, alberi da frutto, vitigni e cipressi. Di fronte alla casa una siepe delimita la tomba del cane Gulì, sepolto sotto una colonnina di pietra.

### Il piano terra
Al piano terra l'appartamento è articolato nell'ingresso, cucina, sala da pranzo e da un piccolo ambiente un tempo studiolo di Maria e attualmente destinato a conservare l'archivio.
L'archivio raccoglie: 
- le carte di Giovanni Pascoli (circa 36.000 documenti), contenenti tutti gli autografi della produzione poetica e letteraria del poeta, i carteggi con i familiari e gli amici e con i più importanti intellettuali e letterati del suo tempo[4]
- le carte della sorella Maria (circa 24.000 documenti), di grande rilevanza per la ricostruzione della fortuna critica e della biografia del Poeta. Sia durante la vita di Giovanni, che dopo la sua morte, Maria ha infatti avuto un ruolo determinante nella conservazione e nell'ordinamento della documentazione, della quale ben comprendeva l'importanza e che costituì anche la fonte dell'opera biografica da lei intrapresa, “Lungo la vita di Giovanni Pascoli”
- circa 1600 fotografie molte delle quali scattate dallo stesso Pascoli[5]
- una raccolta di circa 6.000 giornali, contenenti articoli di Pascoli o a lui dedicati, spesso con commenti e sottolineature autografe di Pascoli e, soprattutto, della sorella Maria, che continuò la raccolta durante tutta la sua vita.

### Il primo piano

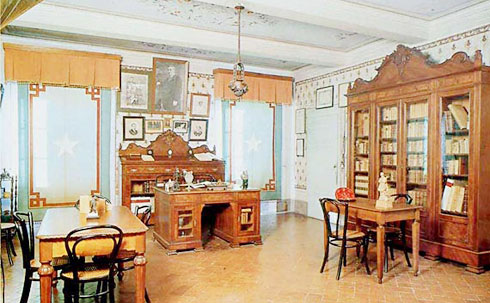
Lo studio del poeta

Il primo piano, al quale si accede mediante una scala in pietra, si articola intorno ad una sala centrale, lo studio di Giovanni Pascoli. Qui si trovano le tre camere da letto, la biblioteca e il salottino di Maria. Da questi ambienti si accede all'altana, una terrazza coperta da cui si gode di un ampio panorama su Barga e le zone limitrofe.
Nello studio e nelle stanze vicine si conserva la biblioteca di Giovanni Pascoli, costituita sia dall'opera omnia del poeta che dai libri da lui utilizzati per documentarsi sui diversissimi argomenti che voleva trattare. Comprende testi classici, di storia, religione, psicologia, volumi dedicati allo studio delle lingue greca e latina, alle tradizioni popolari, raccolte poetiche e romanzi, studi sull'ornitologia e sulla botanica, e testi di archeologia. Sono presenti volumi danteschi, stampe antiche, cinquecentine, dizionari ed enciclopedie, spartiti con poesie pascoliane musicate da autori celebri come Mascagni, Leoncavallo, Zandonai e altri.

### La cappella
Attigua alla casa è la cappella sulla cui facciata una lapide riporta i versi tratti dalla poesia Il sepolcro: "Lasciate quell'edera! Ha i capi  fioriti. Fiorisce, fedele, / d'ottobre, e vi vengono l'api / per l'ultimo miele". La cappella è un raccolto e severo ambiente dove sono sepolti il poeta e la sorella Maria in un'arca in marmo, opera di Leonardo Bistolfi; su di essa è inciso il distico latino composto dallo stesso Pascoli per la sorella: "Quae nihil optasti nisi pacem pace fruaris / una cum maesto candida fratre soror" ("Tu che non desiderasti altro se non pace, pace tu possa godere insieme con il mesto fratello, candida sorella"). I manufatti e gli affreschi sono di mano del pittore barghigiano Adolfo Balduini.

## Il portale web "Giovanni Pascoli nello specchio delle sue carte"

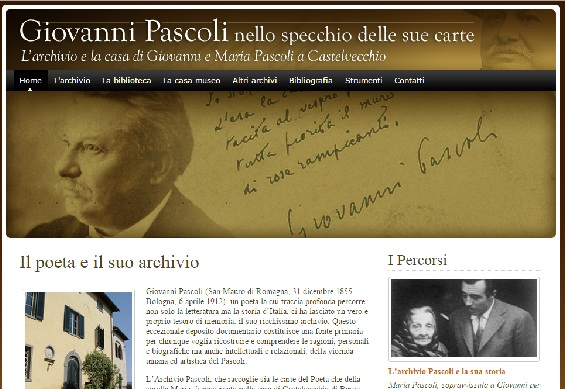
La home page del portale

Dal gennaio 2013 il patrimonio culturale conservato presso la Casa Museo Giovanni Pascoli è reso fruibile attraverso il portale web “Giovanni Pascoli nello specchio delle sue carte” Lo scopo del portale è raccogliere e descrivere i beni culturali conservati a Casa Pascoli (archivio, biblioteca, museo), superando la diversità di natura in nome dell'unica e unitaria vocazione a memoria pascoliana.
Il portale da una parte riunisce e rende consultabile tutto il complesso del patrimonio pascoliano presente a Castelvecchio costituito da archivio, biblioteca e casa-museo, fornisce una completa bibliografia pascoliana e una selezione di link alle risorse presenti su web, predispone percorsi tematici e materiali multimediali.
Di particolare rilievo è stato l'intervento sull'archivio che ha visto la digitalizzazione e l'inventariazione informatizzata delle carte di Giovanni e Maria Pascoli (carteggi, manoscritti, foto, documenti diversi), la predisposizione di un sistema di interrogazione e ricerca via web, il restauro delle carte maggiormente danneggiate.